# 由義寺跡
由義寺跡（ゆげでらあと/ゆげじあと）または弓削寺跡（読み同じ）は、大阪府八尾市東弓削にある古代寺院跡（廃寺）。国の史跡に指定されている。
「由義」は「弓削」の好字である。

## 歴史
創建は不詳。寺跡の位置する河内国若江郡弓削郷の一帯は古代氏族の弓削氏（ゆげうじ）の本拠地として知られ、寺は弓削氏の氏寺であったと推測されるほか、『延喜式』神名帳の河内国若江郡に記載される「弓削神社二座」は弓削氏の氏神であったと推測される（現在は八尾市弓削町・東弓削に各1社の弓削神社が鎮座）。
文献上では、天平14年（742年）12月30日の「智識優婆塞等貢進文」に寺名・寺僧行聖名が見えることを初見とする。国史では、『続日本紀』天平神護元年（765年）条に称徳天皇による「弓削寺」への礼仏および食封200戸の施入のことや、同書の宝亀元年（770年）条に「由義寺」の塔造立の詔のことが見える（塔の完成に関する記述はなし）。称徳天皇・道鏡の時代には、平城京に対する西京（にしのきょう）として由義宮（ゆげのみや）も営まれている。その後の由義寺の変遷は詳らかでなく、道鏡（弓削氏一族）の躍進に伴って発展したものの、道鏡の失脚とともに衰退したと推測される。
なお、『続日本紀』に見える「竜華寺（りゅうげじ）」を弓削寺と同一寺院とする説や、文治2年（1186年）の古文書に見える「弓削寺」を当寺と同一寺院とする説もある。

## 伽藍
| 寺院       | 塔       | 規模      |
| ---------- | -------- | --------- |
| 東大寺     | 七重東塔 | 一辺24m   |
| 大安寺     | 七重塔   | 一辺20.4m |
| 各国国分寺 | 七重塔   | 一辺約20m |
| 薬師寺     | 三重東塔 | 一辺13.4m |

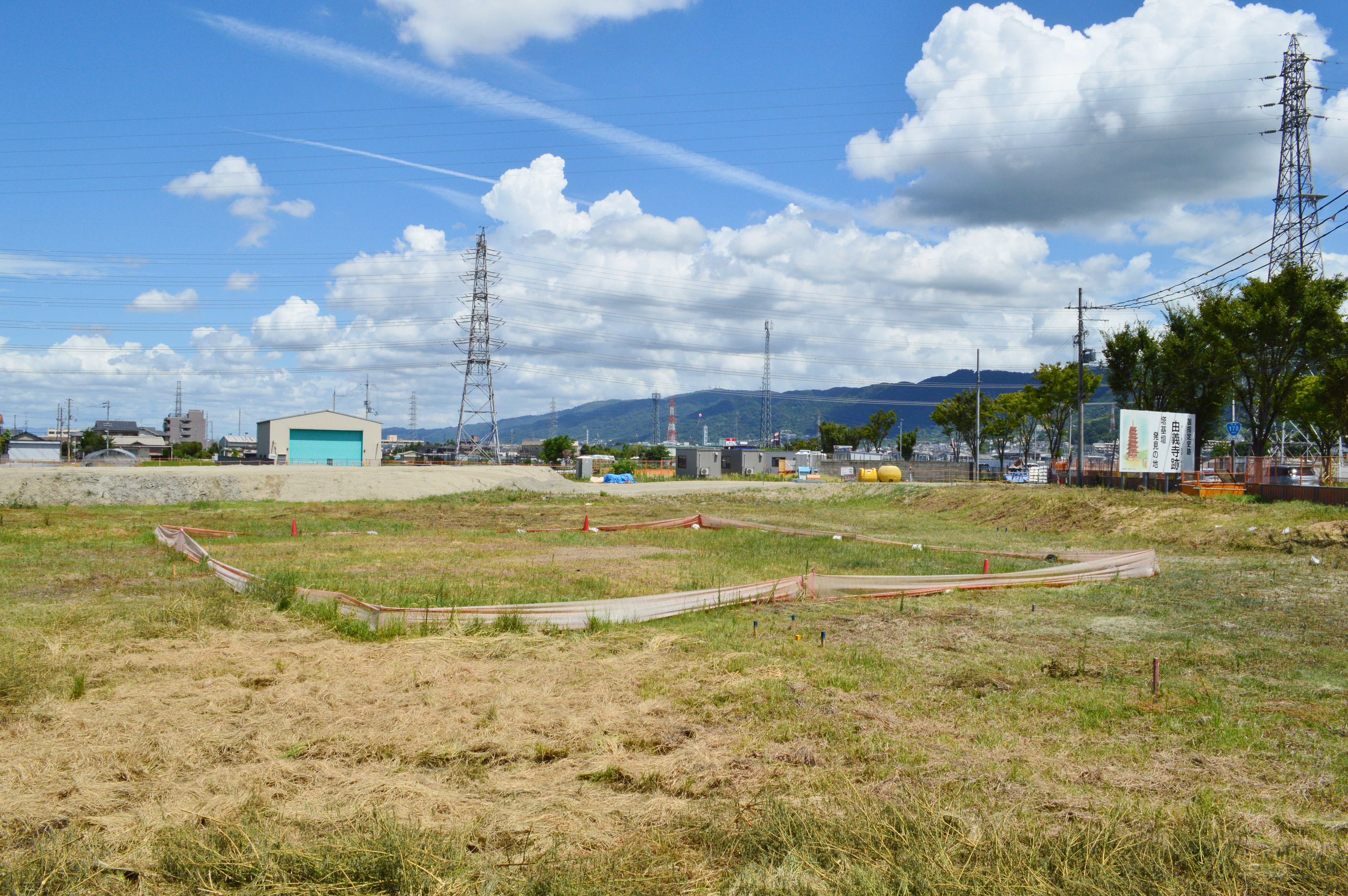
由義寺跡（大阪府八尾市）

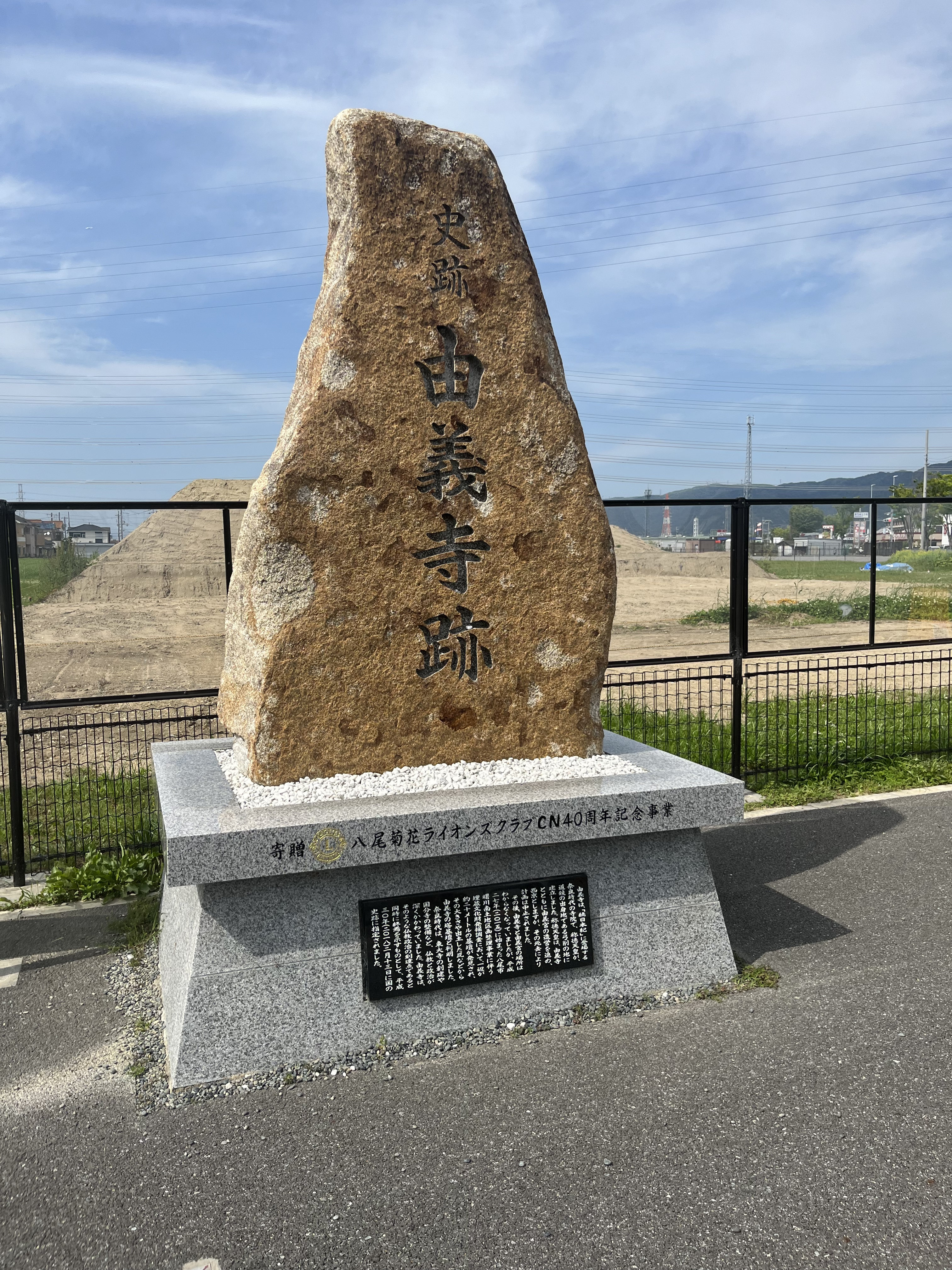
由義寺跡に建つ石碑

由義寺の伽藍は、近年の調査により大阪府八尾市東弓削の東弓削遺跡に比定される。これまでの調査において、同地では2016年（平成28年）に奈良時代後半の瓦が大量に出土しているが、出土瓦のうちに興福寺・東大寺と同型のものが含まれることから、由義寺が平城京の大寺院と同格にあった可能性が指摘される。
2017年（平成29年）2月には、同地で塔基壇（七重塔跡か）が検出されている。塔の基壇規模は一辺20メートルを測るが、これは同時期の大安寺や各国国分寺の七重塔と同規模になることから、道鏡の権力の反映とする説がある。この調査では、出土遺物を基に塔の完成も認められたほか、塔が鎌倉時代以前に焼失したことも認められている。

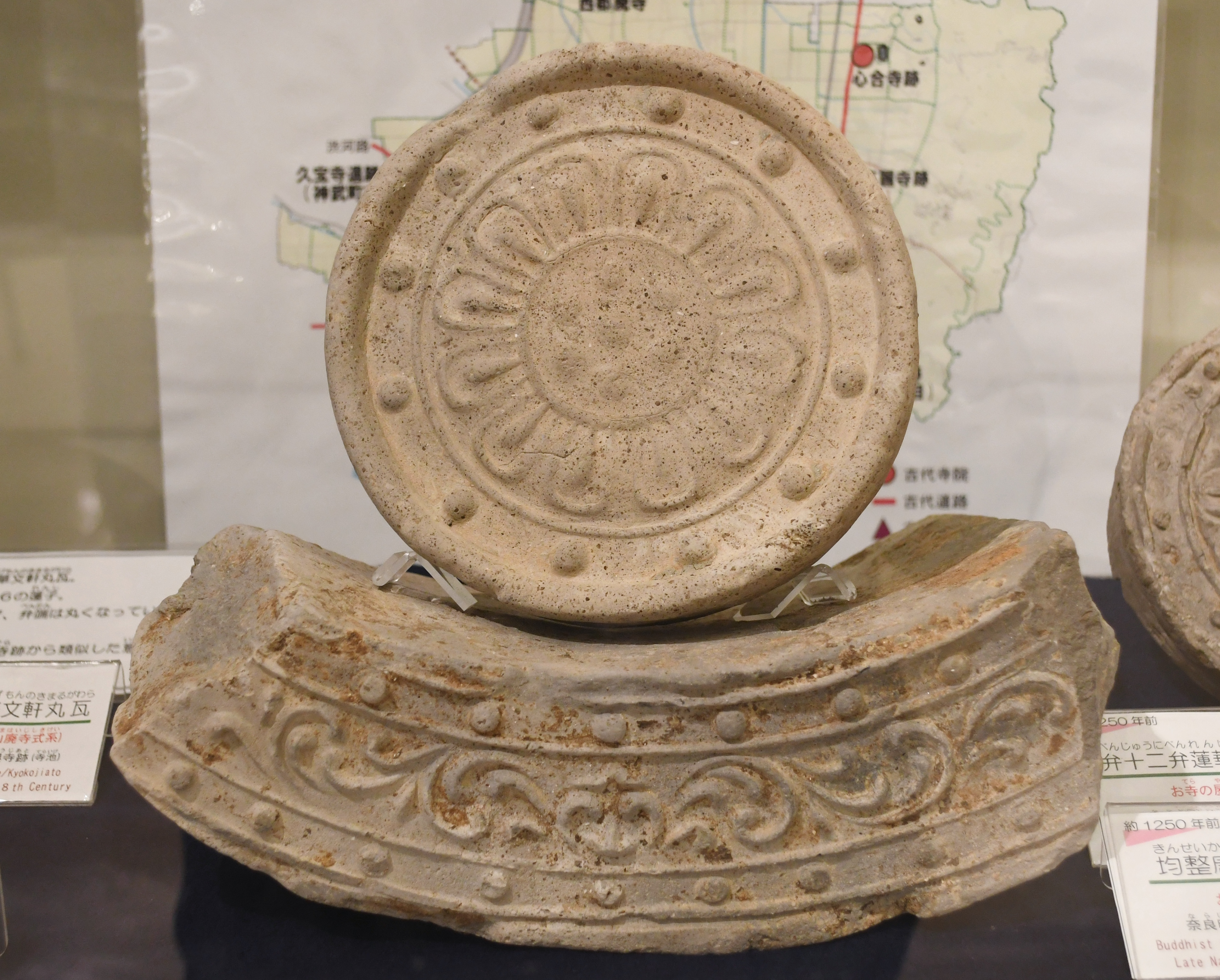
軒瓦 八尾市立埋蔵文化財調査センター展示。

2017年（平成29年）8月には、上記の塔跡の北東約500メートルにおいて掘立柱建物跡および人工河川跡が発見されている。この建物跡は由義宮関連遺構の可能性があるほか、人工河川跡は由義寺・由義宮の造営用資材搬入用の運河であった可能性が指摘される。
- 軒瓦
八尾市立埋蔵文化財調査センター展示。

## 文化財

### 国の史跡
- 由義寺跡 - 2018年（平成30年）2月13日指定[9][10]。

## 関連文献
（記事執筆に使用していない関連文献）
- 「由義寺跡（弓削寺跡）」『新版八尾市史 考古編1 -遺跡からみた八尾の歩み-』八尾市、2017年。